# Deadache (singolo)
Deadache è un brano musicale del gruppo heavy metal finlandese Lordi, pubblicato nel 2008 come singolo estratto dall'album Deadache.

## Tracce
1. Deadache – 3:28
2. Where's the Dragon – 2:59